# Andreas Lous
Andreas Lous (3. oktober 1728 – 17. juli 1797) var en dansk søofficer, søn af navigationsdirektør Lorentz Lous (1678-1741) og Ambrosie, født Brinck (død 1773) og bror til Christian Carl Lous.
Lous var blev sekondløjtnant i flåden 1749, premierløjtnant 1755, kaptajnløjtnant 1757, kaptajn 1763, kommandørkaptajn 1769, kommandør 1781, kontreadmiral 1790. 23. december 1796 fik han sin afsked som viceadmiral. Lous, der har indlagt sig stor fortjeneste ved opmåling af de danske farvande og ved ordningen af landets lodserier, blev 1760 ansat som lodskaptajn over Dragørs og Dvalegrundenes lodser; omtrent samtidig begyndte han på sine opmålinger og fortsatte med disse i en række år; han har tegnet og udgivet søkort over de danske farvande lige fra Gedser til Nordsøen. 1768 forestod han desuden anlægget af fyret ved Nakkehoved, to år senere installerede han fyret på Kronborg. 1775 underlagdes det helsingørske lodseri ham også, og han fik derved titel af overlods.
Ved siden af denne virksomhed har Lous også været beskæftiget med forskellige andre hverv: 1756 førte han tilsyn med Dokken, 1776 arbejdede han for General-Toldkammeret, 1785 ledede han opmudringen af Kalundborg Havn, 1788-90 var han hvervningschef og indtrådte samtidig i en kommission til anlæg af Helsingørs havn, 1790 var han medlem af en anden kommission til oprettelse af en dansk-holstensk skærflåde, to år senere organiserede han sammen med to andre søofficerer postbesørgelsen over vandet; desuden blev Lous benyttet som medlem af adskillige krigsretter. Som skibschef blev Lous også en tid lang jævnlig anvendt: foruden på opmålingstogterne var han således 4 gange chef for linjeskibe, deriblandt 1780 for Prins Frederik, som i september strandede og ødelagdes ved Kobbergrunden. Krigsretten, der i den anledning nedsattes, frikendte dog Lous, hvorimod forskellige af officererne fik ikendt større eller mindre straffe. 
På sine ældre dage blev Lous svagelig, hvorfor han også 1795 fik assistance fra den senere så bekendte Poul Løvenørn. Ved sin udtrædelse af den aktive tjeneste fik han som anerkendelse for sit virksomme liv tilladelse til, så længe han levede, at beholde sine indtægter fra de lodserier, der havde været ham underlagte. Lous var to gange gift: 1. (8. oktober 1763) med Christine, født Weggersløff (død 1777, 36 år gammel), datter af stiftsprovst i Christiania Gunder Weggersløff, 2. (1778) med Dorothea, født Jensenius, datter af etatsråd Carl Jensenius.